# Allister MacNeil
Pour les articles homonymes, voir MacNeil.
Allister Wences MacNeil, dit Al MacNeil, né le 27 septembre 1935 à Sydney en Nouvelle-Écosse et mort le 5 janvier 2025 à Calgary en Alberta, est un joueur et entraîneur professionnel retraité de hockey sur glace.

## Carrière
Al MacNeil évolue dans la Ligue nationale de hockey au poste de défenseur pour les Maple Leafs de Toronto, les Canadiens de Montréal, les Black Hawks de Chicago, les Rangers de New York et les Penguins de Pittsburgh.
À la suite de sa retraite comme joueur, MacNeil se tourne vers le rôle d'entraîneur. Au cours de la 1970-1971, il se retrouve derrière le banc des Canadiens comme entraîneur-adjoint ; il prit le poste d'entraîneur-chef par intérim en milieu de saison et conduisit Montréal à un championnat de la Coupe Stanley. Cependant, au cours des séries de cette même année, il fut impliqué dans quelques incidents avec Henri Richard, joueur hautement respecté et réputé au sein de l'équipe et de la ligue ; MacNeil dut en conséquence démissionner au terme de la saison. Il se joint ensuite aux Voyageurs de la Nouvelle-Écosse de la Ligue américaine de hockey, remportant trois fois la Coupe Calder en six ans.
En 1979, il prend les rênes des Flames d'Atlanta, juste avant leur départ pour Calgary. Il sera entraîneur-chef des Flames de Calgary pendant trois saisons avant d'occuper divers postes d'administration au sein de l'équipe. Le 10 décembre 2001, presque 20 ans plus tard, MacNeil revient derrière le banc des Flames en remplacement de Greg Gilbert, suspendu pour deux matches à cause de son rôle dans une mêlée générale lors d'un match contre les Mighty Ducks d'Anaheim. Quand Gilbert fut licencié la saison suivante, MacNeil revint de nouveau prendre sa place jusqu'à l'embauche de Darryl Sutter. Il prit officiellement sa retraite en 2005, après près de 50 ans d'implication dans le hockey professionnel.

## Mort
Al MacNeil meurt à Calgary le 5 janvier 2025 à l'âge de 89 ans,.

## Statistiques
| Saison     | Équipe                   | Ligue      |     | Saison régulière | Saison régulière | Saison régulière | Saison régulière | Saison régulière |    | Séries éliminatoires | Séries éliminatoires | Séries éliminatoires | Séries éliminatoires | Séries éliminatoires |
| Saison     | Équipe                   | Ligue      | PJ  | B                | A                | Pts              | Pun              | PJ               | B  | A                    | Pts                  | Pun                  |                      |                      |
| 1954-1955  | Marlboros de Toronto     | AHO        | 47  | 3                | 16               | 19               | 0                | -                | -  | -                    | -                    | -                    |                      |                      |
| 1955-1956  | Maple Leafs de Toronto   | LNH        | 1   | 0                | 0                | 0                | 2                | --               | -- | --                   | --                   | --                   |                      |                      |
| 1955-1956  | Marlboros de Toronto     | AHO        | 48  | 9                | 12               | 21               | 0                | -                | -  | -                    | -                    | -                    |                      |                      |
| 1956-1957  | Americans de Rochester   | LAH        | 13  | 0                | 4                | 4                | 35               | -                | -  | -                    | -                    | -                    |                      |                      |
| 1956-1957  | Maple Leafs de Toronto   | LNH        | 53  | 4                | 8                | 12               | 84               | -                | -  | -                    | -                    | -                    |                      |                      |
| 1957-1958  | Americans de Rochester   | LAH        | 54  | 3                | 18               | 21               | 91               | -                | -  | -                    | -                    | -                    |                      |                      |
| 1957-1958  | Maple Leafs de Toronto   | LNH        | 13  | 0                | 0                | 0                | 9                | -                | -  | -                    | -                    | -                    |                      |                      |
| 1958-1959  | Americans de Rochester   | LAH        | 69  | 4                | 13               | 17               | 119              | 5                | 1  | 1                    | 2                    | 17                   |                      |                      |
| 1959-1960  | Americans de Rochester   | LAH        | 49  | 4                | 16               | 20               | 44               | 12               | 1  | 2                    | 3                    | 12                   |                      |                      |
| 1959-1960  | Maple Leafs de Toronto   | LNH        | 4   | 0                | 0                | 0                | 2                | -                | -  | -                    | -                    | -                    |                      |                      |
| 1960-1961  | Canadiens de Hull-Ottawa | EPHL       | 60  | 6                | 20               | 26               | 101              | 14               | 2  | 4                    | 6                    | 21                   |                      |                      |
| 1961-1962  | Canadiens de Montréal    | LNH        | 61  | 1                | 7                | 8                | 74               | 5                | 0  | 0                    | 0                    | 2                    |                      |                      |
| 1962-1963  | Black Hawks de Chicago   | LNH        | 70  | 2                | 19               | 21               | 100              | 4                | 0  | 1                    | 1                    | 4                    |                      |                      |
| 1963-1964  | Black Hawks de Chicago   | LNH        | 70  | 5                | 19               | 24               | 91               | 7                | 0  | 2                    | 2                    | 25                   |                      |                      |
| 1964-1965  | Black Hawks de Chicago   | LNH        | 69  | 3                | 7                | 10               | 119              | 14               | 0  | 1                    | 1                    | 34                   |                      |                      |
| 1965-1966  | Black Hawks de Chicago   | LNH        | 51  | 0                | 1                | 1                | 34               | 3                | 0  | 0                    | 0                    | 0                    |                      |                      |
| 1966-1967  | Rangers de New York      | LNH        | 58  | 0                | 4                | 4                | 44               | 4                | 0  | 0                    | 0                    | 2                    |                      |                      |
| 1967-1968  | Penguins de Pittsburgh   | LNH        | 74  | 2                | 10               | 12               | 58               | -                | -  | -                    | -                    | -                    |                      |                      |
| 1968-1969  | Apollos de Houston       | LCH        | 70  | 1                | 11               | 12               | 70               | 3                | 0  | 1                    | 1                    | 0                    |                      |                      |
| 1969-1970  | Voyageurs de Montréal    | LAH        | 66  | 0                | 10               | 10               | 14               | 8                | 0  | 1                    | 1                    | 0                    |                      |                      |
| Totaux LNH | Totaux LNH               | Totaux LNH | 524 | 17               | 75               | 92               | 617              | 37               | 0  | 4                    | 4                    | 67                   |                      |                      |

| Saison    | Équipe                          | Ligue |    | PJ | V  | D  | N                            |  | Séries éliminatoires |
| 1968-1969 | Apollos de Houston              | LCH   | 72 | 34 | 26 | 12 | défaite en 1re ronde         |  |                      |
| 1969-1970 | Voyageurs de Montréal           | LAH   | 72 | 43 | 15 | 14 | défaite en 2e ronde          |  |                      |
| 1970-1971 | Canadiens de Montréal           | LNH   |    |    |    |    | Champion de la Coupe Stanley |  |                      |
| 1971-1972 | Voyageurs de la Nouvelle-Écosse | LAH   | 76 | 41 | 21 | 14 | Champion de la Coupe Calder  |  |                      |
| 1972-1973 | Voyageurs de la Nouvelle-Écosse | LAH   | 76 | 43 | 18 | 15 | défaite en finale            |  |                      |
| 1973-1974 | Voyageurs de la Nouvelle-Écosse | LAH   | 76 | 37 | 27 | 12 | défaite en 1re ronde         |  |                      |
| 1974-1975 | Voyageurs de la Nouvelle-Écosse | LAH   | 75 | 40 | 26 | 9  | défaite en 1re ronde         |  |                      |
| 1975-1976 | Voyageurs de la Nouvelle-Écosse | LAH   | 76 | 48 | 20 | 8  | Champion de la Coupe Calder  |  |                      |
| 1976-1977 | Voyageurs de la Nouvelle-Écosse | LAH   | 80 | 52 | 22 | 6  | Champion de la Coupe Calder  |  |                      |
| 1979-1980 | Flames d'Atlanta                | LNH   | 80 | 35 | 32 | 13 | défaite en 1re ronde         |  |                      |
| 1980-1981 | Flames de Calgary               | LNH   | 80 | 39 | 27 | 14 | défaite en 3e ronde          |  |                      |
| 1981-1982 | Flames de Calgary               | LNH   | 80 | 29 | 34 | 17 | défaite en 1re ronde         |  |                      |
| 2002-2003 | Flames de Calgary               | LNH   | 11 | 4  | 5  | 2  | hors des séries              |  |                      |